# Силаги (род)
Силаги, или силлаги (лат. Sillago), — род лучепёрых рыб из семейства силаговых (Sillaginidae). Представители рода широко распространены в Индо-Тихоокеанской области. Морские придонные рыбы. Многие виды имеют промысловое значение, а некоторые являются объектами аквакультуры.

## Описание
Рыло и голова не сжаты в дорсо-вентральном направлении. Второй жёсткий луч в первом спинном плавнике не удлинённый. Глаз нормального размера. Плавательный пузырь есть. Форма плавательного пузыря различается у разных видов и служит одним из диагностических признаков видовой принадлежности.
Максимальная длина тела представителей разных видов варьируется от 15 до 45 см.

## Классификация
В составе рода выделяют 31 вид:
- Sillago aeolus Jordan & Evermann, 1902
- Sillago analis Whitley, 1943 — Златополосая силага
- Sillago Arabica McKay & McCarthy, 1989
- Sillago argentifasciata C. T. Martin & Montalban, 1935
- Sillago asiatica McKay, 1982
- Sillago attenuate McKay, 1985
- Sillago bassensis Cuvier, 1829 — Серебристая силага
- Sillago boutani Pellegrin, 1905
- Sillago burrus Richardson, 1842
- Sillago caudicula Kaga, Imamura & Nakaya[5]
- Sillago ciliata Cuvier, 1829 — Песчаная силага, или нитчатая силлага
- Sillago flindersi McKay, 1985
- Sillago indica McKay, Dutt & Sujatha, 1985[6]
- Sillago ingenuua McKay, 1985
- Sillago intermedius Wongratana, 1977
- Sillago japonica Temminck & Schlegel, 1843 — Японская силага
- Sillago lutea McKay, 1985
- Sillago maculata Quoy & Gaimard, 1824 — Пятнистая силага
- Sillago megacephalus S. Y. Lin, 1933
- Sillago microps McKay, 1985
- Sillago nierstraszi Hardenberg, 1941
- Sillago parvisquamis Gill, 1861 — Золотистая силлага, или голубая силлага
- Sillago robusta Stead, 1908
- Sillago schomburgkii Peters, 1864
- Sillago shaoi T. X. Gao & J. G. Xiao, 2016[7]
- Sillago sihama (Forsskål, 1775) — Сихама, или корюшковидная силлага, или силлага-сихама
- Sillago sinica T. X. Gao & T. Q. Xue, 2011[8]
- Sillago soringa Dutt & Sujatha, 1982
- Sillago suezensis Golani, R. Fricke & Tikochinski, 2013[9]
- Sillago vincenti McKay, 1980 — Силлага Винцента[2]
- Sillago vittata McKay, 1985